# 425 Market Street
425 Market Street je mrakodrap v centru kalifornského města San Francisco. Má 38 pater a výšku 160 metrů, je tak 17. nejvyšší mrakodrap ve městě. Byl dokončen v roce 1973 a za designem budovy stojí firma Skidmore, Owings and Merrill. V budově se nachází kancelářské prostory.